# Džizja
Džizja (arabsko جزية‎  DIN ǧizyah,  IPA dʒizja, osmansko turško cizye) je bil davek (glavarina),  ki so ga morali po islamskem šeriatskem pravu enkrat letno plačati zdravi nemuslimanski moški državljani (kristjani in Judje), sposobni za opravljanje vojaške službe. Starejši državljani, ženske, otroci, invalidi in moški, za katere so veljale določene izjeme, davka niso plačevali. V Al Andaluzu, na primer, je davek znašal en dinar letno. 
Za muslimanske vladarje je džizja pomenila materialni dokaz, da se nemuslimani podrejajo državi in njenim zakonom, "kot so se podrejali in plačevali davke v prejšnjih režimih".  V zameno so lahko nemoteno prakticirali svojo vero, uživali delno notranjo avtonomijo in imeli državno zaščito pred zunanjim agresorjem, ker so bili izvzeti iz služenja vojaškega roka in zakata, ki sta bila za muslimanske državljane obvezna.